# 内米利
内米利（Nemili），是印度泰米尔纳德邦Vellore县的一个城镇。总人口9382（2001年）。

## 人口
该地2001年总人口9382人，其中男性4748人，女性4634人；0—6岁人口981人，其中男502人，女479人；识字率69.28%，其中男性为78.75%，女性为59.58%。